# Emerson Electric Company
Emerson Electric Company este o companie multinațională diversificată care proiectează și furnizează tehnologie și servicii de inginerie pe piețele industriale, comerciale și de consum.
Emerson este lider global în combinarea tehnologiei și ingineriei.
Concernul are divizii de managementul procesului industrial, tehnologii pentru climatizare, surse de alimentare pentru rețele, soluții pentru depozitarea mărfurilor de uz industrial și casnic, echipamente integrate.
În octombrie 2008, Emerson număra 120.000 de angajați în întreaga lume, din care 23.000 în Europa, și era listat la Bursa din New York.
Emerson are peste 60 de divizii care operează în 245 de locații din lume și vând produsele în peste 150 de țări.
Concernul a realizat în 2007 vânzări totale de 22,6 miliarde de dolari, față de 20,1 miliarde dolari în 2006.

## Emerson în România
Compania este prezentă în România din anul 2006, când a început construcția primei fabrici în Parcul Industrial Tetarom II din Cluj-Napoca.
Prima fabrică Emerson din Cluj-Napoca include, de asemenea, un centru de cercetare, REDEC - Romanian Emerson Development Engineering Center - care va constitui baza pentru viitoarele proiecte ale companiei.
Număr de angajați în 2012: 1.600
Cifra de afaceri în 2011: 49 miliarde euro